# Elaphristis molybdis
Elaphristis molybdis är en fjärilsart som beskrevs av Oswald Beltram Lower. Elaphristis molybdis ingår i släktet Elaphristis och familjen nattflyn. Inga underarter finns listade i Catalogue of Life.